# De film... en aiguilles
De film... en aiguilles è un film del 1913 diretto da Henri Diamant-Berger e André Heuzé.